# Airbus Defence and Space Netherlands
Airbus Defence and Space Netherlands (anciennement Dutch Space) est une société aérospatiale néerlandaise qui se concentre sur la production de panneaux solaires et d'équipements pour les voyages dans l'espace. Elle est issue du département de l'usine aéronautique néerlandaise Fokker.
Depuis 2006, la société est une filiale d'EADS, aujourd'hui d'Airbus.

## Histoire
Au milieu des années 1960, le constructeur aéronautique néerlandais Fokker, fondé en 1912, commence à se concentrer sur les voyages spatiaux en plus des activités traditionnelles. À cette fin, le département spatial de Fokker a été créé, qui a réalisé un certain nombre de projets plus importants (ANS et IRAS) dans lesquels Fokker a acquis des connaissances sur les systèmes nécessaires aux voyages spatiaux, tels que la gestion de la chaleur pour l'équipement électronique des satellites (ils sont précisément ajustés et les différences de chaleur peuvent être corrigées). Fokker s'est ainsi également impliqué dans des projets impliquant des panneaux solaires. Fokker a été autorisé à utiliser les panneaux solaires pour le MARECS- et livrer des satellites ECS, et a acquis beaucoup d'expérience dans ce domaine. À partir de 1982, e département spatial de Fokker se concentre sur le développement de ces panneaux solaires spécialisés, auxquels l'entreprise devra plus tard une grande partie de ses activités.
Depuis lors, Fokker a été impliqué dans divers programmes spatiaux européens, dont le programme européen Ariane et le développement d'instruments satellites tels que SCIAMACHY. Fokker n'a pas seulement apporté des connaissances technologiques, mais a également bénéficié du fait qu'il peut bien fonctionner comme intermédiaire entre diverses organisations.
En 1987, le département spatial devenu une société à responsabilité limitée (Besloten vennootschap), filiale de Fokker, et en 1995, la société Fokker Space & Systems est devenue complètement indépendante de la société mère, prolongeant la vie de l'entreprise à la suite de la faillite de Fokker en 1996). En tant qu'entreprise indépendante, Fokker Space & Systems a réussi à remporter certains projets majeurs, tels que le bras télémanipulateur européen et Sciamachy.
En 2002, le nom de l'entreprise a été changé pour Dutch Space. En 2006, l'entreprise devient une filiale d'EADS, en faisant partie d'Astrium. Il participe au développement du lanceur spatial Vega.
Début 2014, le nom de la société mère EADS a été changé pour Airbus Group. Le nom Dutch Space est ainsi remplacé le 1er novembre 2014 par Airbus Defence and Space Netherlands.